# Tomtberga kyrkogård

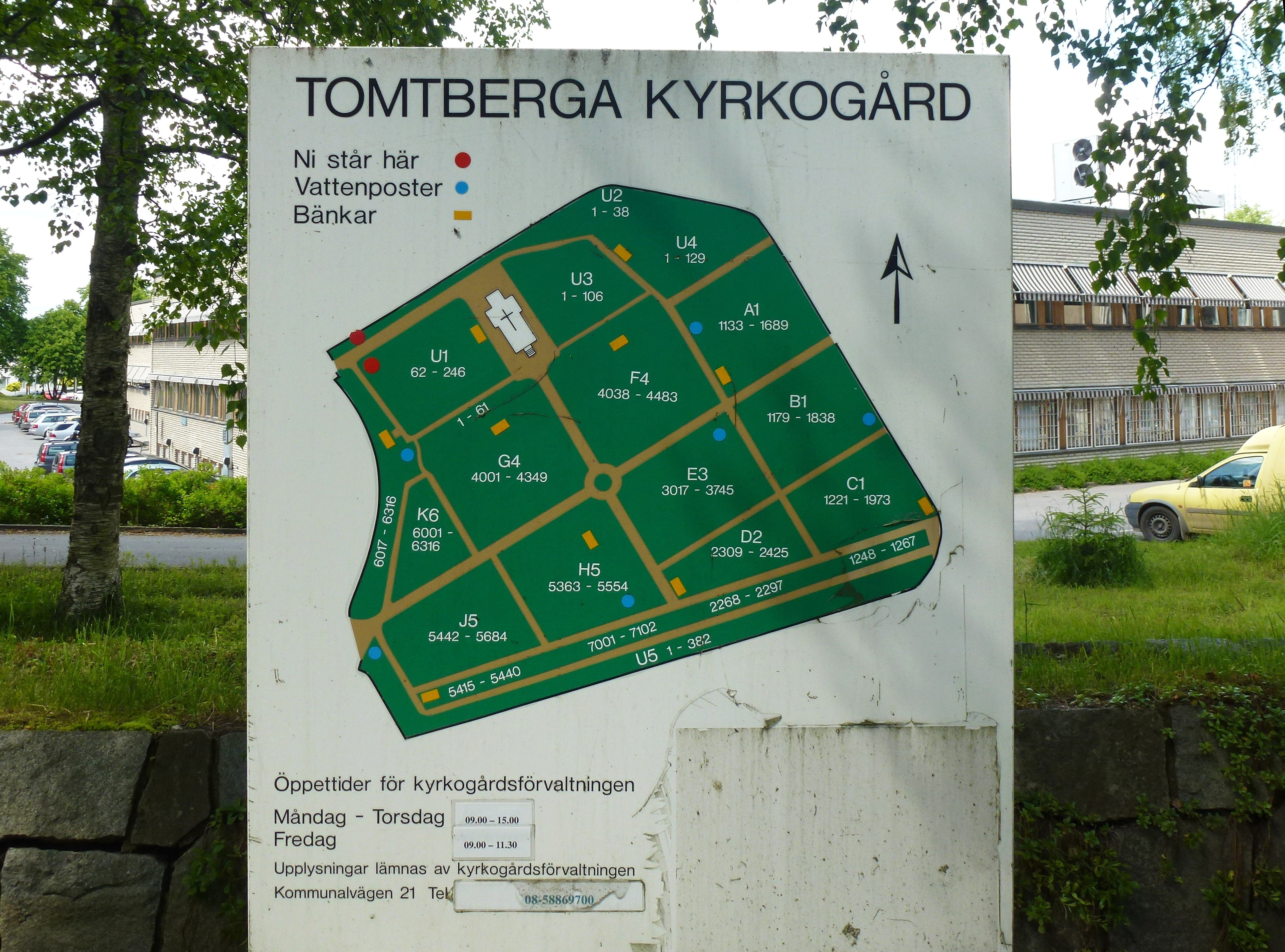
Översiktsplan.

Tomtberga kyrkogård söder om Huddinge kyrka i Huddinge församling, ligger på Kyrkogårdsvägen 3-5 i centrala Huddinge och lite dolt på höjden bakom kommunalhuset med adressen Kommunalvägen 28.

## Historia
År 1922 godkände kyrkostämman förslaget till Tomtberga kyrkogård och den invigdes 1923 med tillhörande kapell. Tomtberga kyrkogård kom till på grund av att gamla kyrkogården vid kyrkan blivit för trång. Men redan på 1940- och 1950-talen konstaterades att ej heller Tomtberga kyrkogård skulle räcka till på sikt och man lät därför även anlägga S:t Botvids begravningsplats, som invigdes 1956 vid Flottsbro. Numera är även Tomtberga kyrkogård fullbelagd och kistgravsättningar sker enbart i familjegravar. Urngravsättningar sker i familjegravar eller i återupplåtna gravar.
Kapellet, som ligger på en liten kulle inom kyrkogårdens nordvästra del, ritades av arkitekt Hjalmar Hammarling. Han gestaltade en vitputsad byggnad med spåntäckt sadeltak. I kapellet, som har en mycket enkel inredning, finns cirka fyrtio sittplatser.
Tomtberga kapell används vid dop, vigsel och begravningsgudstjänster, samt även vid borgerliga begravningar. Den 23 maj 2008 invigdes en klockstapel som står strax väster om kapellet. Kyrkklockan är gjuten av Bergholtz klockgjuteri i Sigtuna och har en inskription som lyder: "Ring tills från fjärran stränder ett välkommen mött ditt farväl".

## Bilder

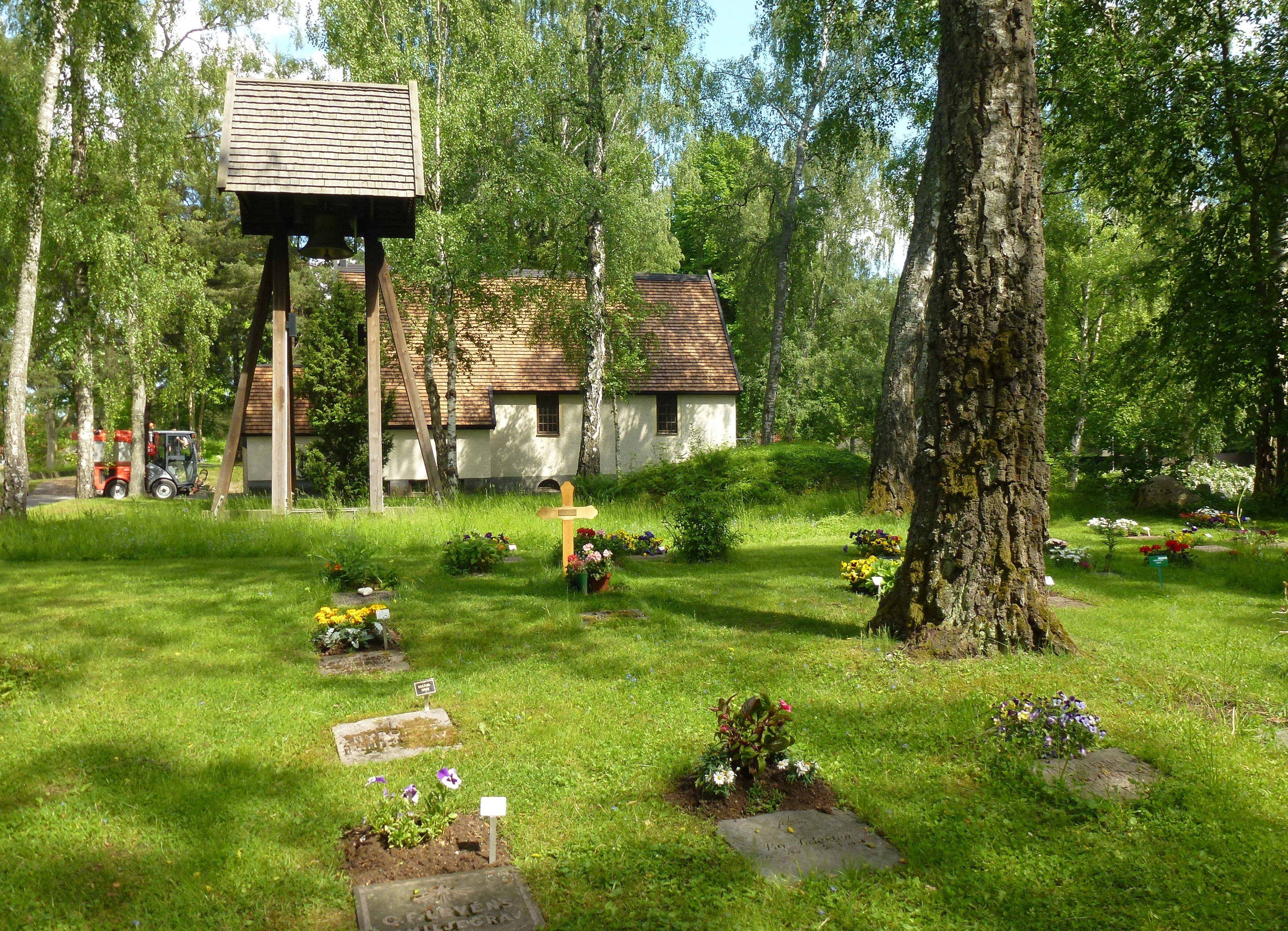
Tomtberga kyrkogård med klockstapeln.
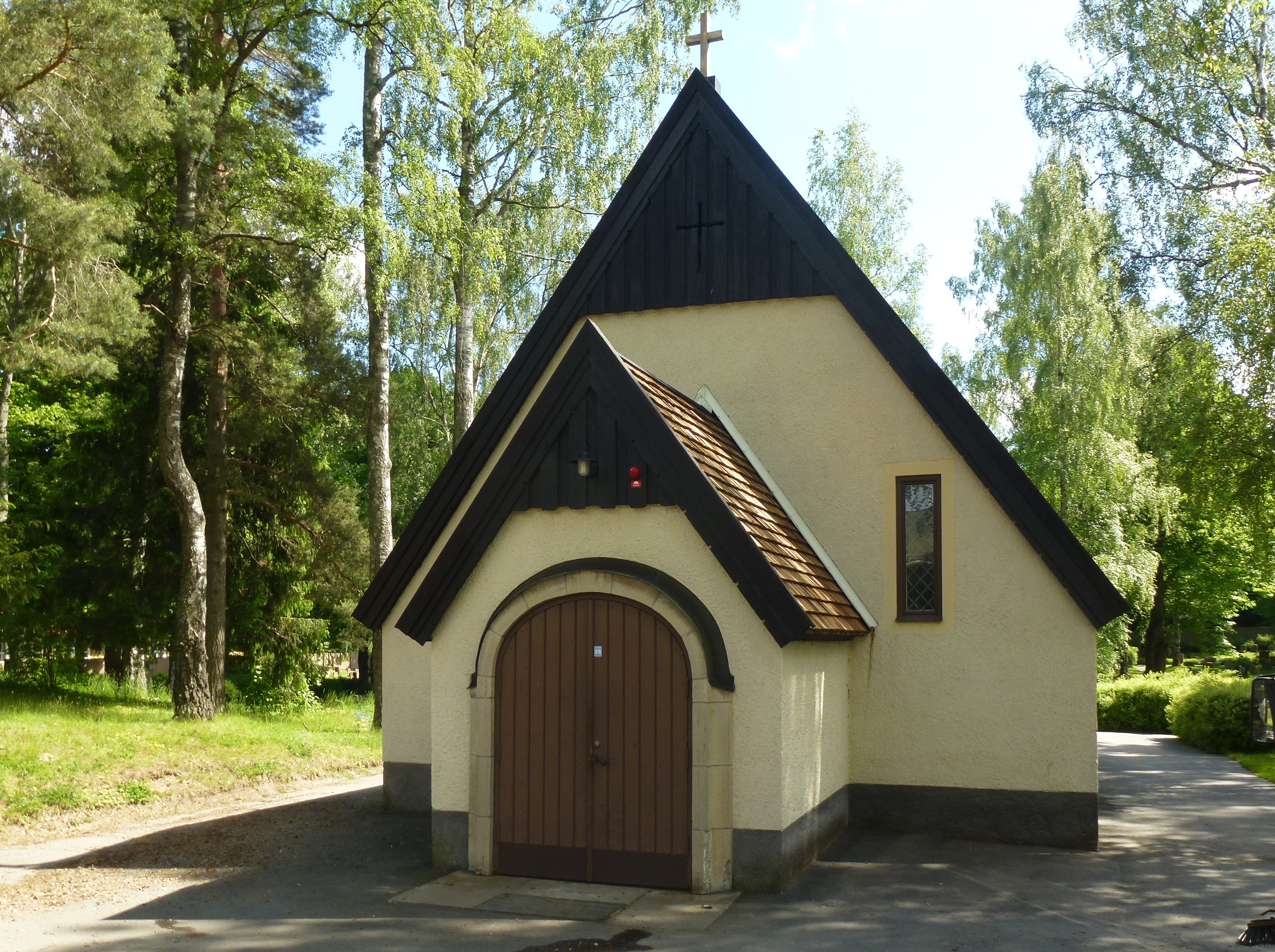
Tomtberga kyrkogård med kapellet.
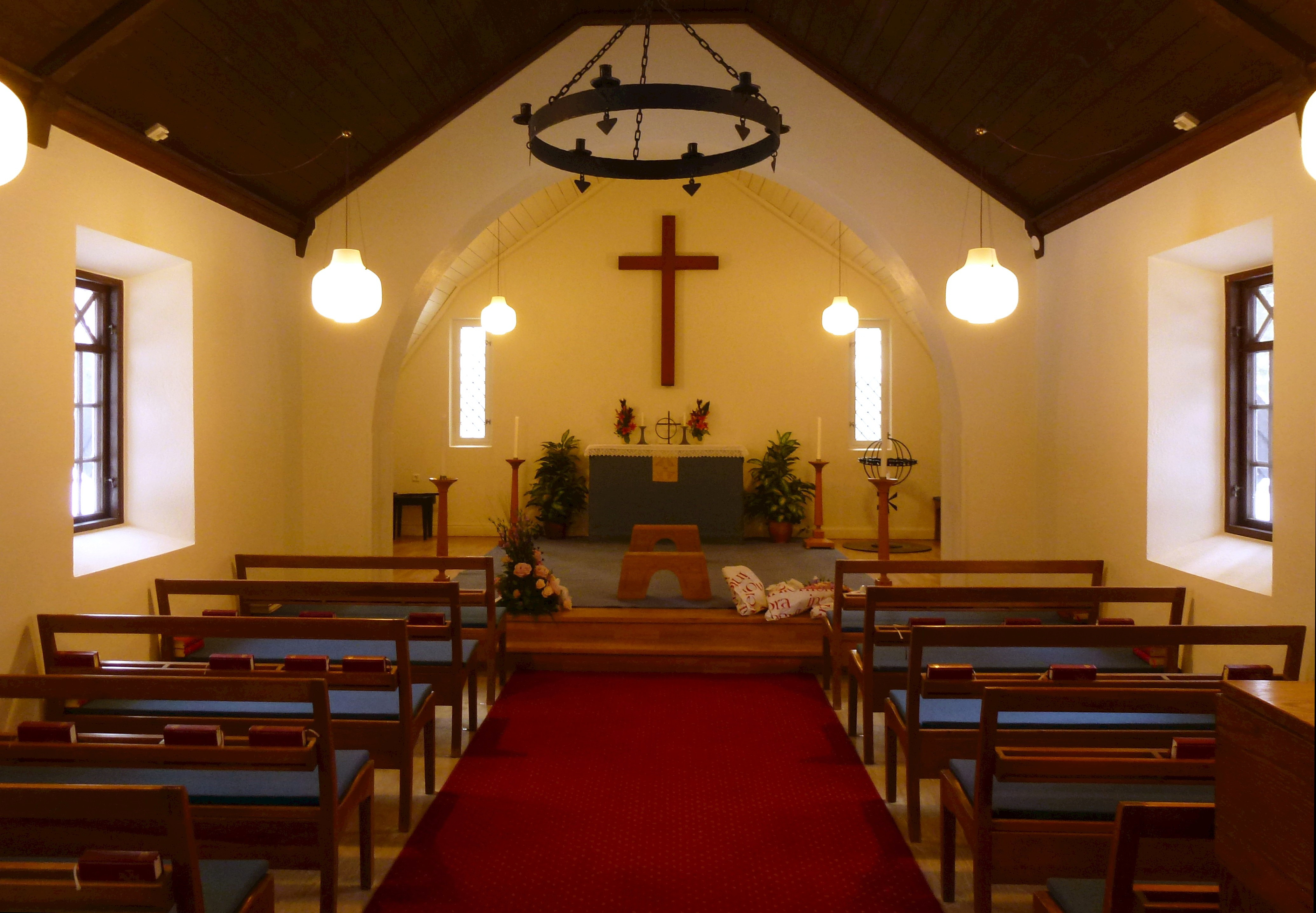
Tomtberga kapell, interiör.